# Klavierkonzert Nr. 4 G-Dur (Joseph Haydn)
Das Klavierkonzert Hoboken-Verzeichnis XVIII:4 von Joseph Haydn wurde vermutlich 1770 komponiert. 1784 verlegte es der französische Verleger Boyer. Das Orchester besteht nur aus Streichern. Dieses Konzert gilt als das zweite authentische Werk Haydns für Klavier beziehungsweise Cembalo und Orchester.

## Sätze
Der erste Satz enthält wie im ersten Klavierkonzert das Tempo Allegro und ein -Zeichen. Das gesamte Orchester beginnt mit dem Thema. Nach Takt 25 tritt das Klavier für 30 Takte in den Vordergrund, wobei die ersten 10 Takte das Klavier quasi alleine dasteht. Zwischen den Takten 78 und 95 tritt das gesamte Orchester in Erscheinung. Innerhalb der Durchführung, wo das Tasteninstrument auch Tonarten wie e-Moll und F-Dur erreicht, spielt der Solist fast nur alleine bis Takt 117. Die Reprise beginnt in Takt 137 und ähnelt im Aufbau der Exposition; die Kadenz setzt bei diesem Klavierkonzert in Takt 190 an. Die letzten 10 Takte endet das Konzert gemeinsam.
Der zweite rhapsodische Satz, in der Subdominante C-Dur stehend, ein Adagio im ¾-Takt, besteht aus 86 Takten, wobei das Orchester in den ersten 20 Takten das Thema einführt. Nach neun Takten setzt das Orchester wieder begleitend ein. In Takt 81 setzt ebenfalls eine Kadenz ein, woraufhin bis Takt 86 das gesamte Orchester gemeinsam diesen Satz abschließt.
Der dritte Satz wird als ein Finale Rondo Presto betitelt und steht im 2/4-Takt. Die Couplets, was zum Beispiel in Takt 8 erstmals auftritt, wird vordergründig vom Klavier vorgestellt. Auffällig hier ist, dass man hier die Sonatenform anwenden kann, sodass die Durchführung in Takt 91 beginnt und die Reprise in Takt 162. Zwar endet dieser Satz gemeinsam in Takt 267, jedoch enthält hier das Orchester das Thema.

## Noten
- Haydn: Klavierkonzert F-Dur Hob.XVIII:4. München: Henle-Verlag. 2002